# E-Prix di Monaco 2015
L'E-Prix di Monaco è stata la settima prova del campionato di Formula E 2014-2015. La gara, svoltasi il 9 maggio, è stata vinta da Sébastien Buemi su e.dams Renault.

## Prima della gara

### Circuito
Per ragioni tecniche si è scelto di utilizzare una versione ridotta del tracciato evitando la parte che comprende il tunnel e il tornantino e utilizzando un rettilineo tra la curva Saint Dévote e la chicane del porto.

### Vetture
Nelle settimane precedenti all'evento è stato possibile compiere dei test privati per sviluppare le vetture.

## Risultati

### Qualifica
Al termine della sessione di qualifica si è avuta la seguente situazione:
| Pos. | Nº | Pilota                 | Team               | Tempo  | Griglia |
| ---- | -- | ---------------------- | ------------------ | ------ | ------- |
| 1    | 9  | Sébastien Buemi        | e.dams Renault     | 53.478 | 1       |
| 2    | 11 | Lucas Di Grassi        | Audi Sport ABT     | 53.669 | 2       |
| 3    | 7  | Jérôme d'Ambrosio      | Dragon Racing      | 53.702 | 3       |
| 4    | 99 | Nelson Piquet Jr.      | NEXTEV TCR         | 53.712 | 4       |
| 5    | 6  | Loïc Duval             | Dragon Racing      | 53.804 | 14      |
| 6    | 66 | Daniel Abt             | Audi Sport ABT     | 53.891 | 5       |
| 7    | 8  | Nicolas Prost          | e.dams Renault     | 53.909 | 6       |
| 8    | 3  | Jaime Alguersuari      | Virgin Racing      | 54.021 | 17      |
| 9    | 21 | Bruno Senna            | Mahindra Racing    | 54.035 | 7       |
| 10   | 30 | Stéphane Sarrazin      | Venturi            | 54.133 | 8       |
| 11   | 77 | Salvador Durán         | Amlin Aguri        | 54.175 | 9       |
| 12   | 2  | Sam Bird               | Virgin Racing      | 54.253 | 10      |
| 13   | 27 | Jean-Éric Vergne       | Andretti Autosport | 54.260 | 11      |
| 14   | 10 | Jarno Trulli           | Trulli             | 54.339 | 12      |
| 15   | 28 | Scott Speed            | Andretti Autosport | 54.347 | 13      |
| 16   | 18 | Vitantonio Liuzzi      | Trulli             | 54.462 | 15      |
| 17   | 23 | Nick Heidfeld          | Venturi            | 54.502 | 16      |
| 18   | 88 | Charles Pic            | NEXTEV TCR         | 54.652 | 18      |
| 19   | 5  | Karun Chandhok         | Mahindra Racing    | 54.858 | 20      |
| 20   | 55 | António Félix da Costa | Amlin Aguri        | 56.938 | 19      |

### Gara
I risultati della gara sono i seguenti:
| Pos. | Nº | Pilota                 | Team               | Giri | Tempo/Ritiro | Griglia | Punti |
| ---- | -- | ---------------------- | ------------------ | ---- | ------------ | ------- | ----- |
| 1    | 9  | Sébastien Buemi        | e.dams Renault     | 47   | 48:05.225    | 1       | 28    |
| 2    | 11 | Lucas Di Grassi        | Audi Sport ABT     | 47   | +2.154       | 2       | 18    |
| 3    | 99 | Nelson Piquet Jr.      | NEXTEV TCR         | 47   | +4.634       | 4       | 15    |
| 4    | 2  | Sam Bird               | Virgin Racing      | 47   | +4.801       | 10      | 12    |
| 5    | 7  | Jérôme d'Ambrosio      | Dragon Racing      | 47   | +5.881       | 3       | 10    |
| 6    | 8  | Nicolas Prost          | e.dams Renault     | 47   | +11.032      | 6       | 8     |
| 7    | 30 | Stéphane Sarrazin      | Venturi            | 47   | +26.472      | 8       | 6     |
| 8    | 88 | Charles Pic            | NEXTEV TCR         | 47   | +49.538      | 18      | 4     |
| 9    | 55 | António Félix da Costa | Amlin Aguri        | 47   | +52.658      | 19      | 2     |
| 10   | 23 | Nick Heidfeld          | Venturi            | 47   | +52.936      | 16      | 1     |
| 11   | 10 | Jarno Trulli           | Trulli             | 47   | +58.984      | 12      |       |
| 12   | 28 | Scott Speed            | Andretti Autosport | 47   | +1:14.138    | 13      |       |
| 13   | 5  | Karun Chandhok         | Mahindra Racing    | 46   | +1 giro      | 20      |       |
| NC   | 18 | Vitantonio Liuzzi      | Trulli             | 36   | +11 giri     | 15      |       |
| Rit  | 27 | Jean-Éric Vergne       | Andretti Autosport | 33   | Ritiro       | 11      | 2     |
| Rit  | 77 | Salvador Durán         | Amlin Aguri        | 28   | Incidente    | 9       |       |
| Rit  | 6  | Loïc Duval             | Dragon Racing      | 24   | Incidente    | 14      |       |
| Rit  | 66 | Daniel Abt             | Audi Sport ABT     | 14   | Incidente    | 5       |       |
| Rit  | 3  | Jaime Alguersuari      | Virgin Racing      | 0    | Incidente    | 17      |       |
| Rit  | 21 | Bruno Senna            | Mahindra Racing    | 0    | Incidente    | 7       |       |

## Classifiche

### Piloti
| Pos. | Pilota            | Punti |
| ---- | ----------------- | ----- |
| 1    | Lucas Di Grassi   | 93    |
| 2    | Nelson Piquet Jr. | 89    |
| 3    | Sébastien Buemi   | 83    |
| 4    | Nicolas Prost     | 77    |
| 5    | Sam Bird          | 64    |

### Team
| Pos. | Squadra            | Punti |
| ---- | ------------------ | ----- |
| 1    | e.dams Renault     | 160   |
| 2    | Audi Sport ABT     | 115   |
| 3    | Virgin Racing      | 94    |
| 4    | NEXTEV TCR         | 93    |
| 5    | Andretti Autosport | 82    |